# Dóxa
Doxa [dóksa] (starogrško δόξα) je grška beseda, ki pomeni obče prepričanje ali razširjeno mnenje, iz katerega izvirata sodobna izraza ortodoksija in heterodoksija. Grški retoriki so z njo tvorili argumente z uporabo splošnih mnenj, sofisti pa so jo pogosto zlorabljali za prepričevanje ljudi, kar je vodilo tudi v obsodbo Platonove atenske demokracije.
Beseda doxa je dobila nov pomen med 3. in 1. stoletjem pr. n. š., ko je »Sedemdeset« (evdomikonta) hebrejskih prevajalcev v Aleksandriji prevedlo Sveto pismo v grščino. V tem prevodu, imenovanem Septuaginta, so učenjaki hebrejsko besedo za »slavo« (כבוד, kavod) prevedli kot doxa. Septuaginto so uporabljali tako v zgodnjekrščanskih cerkvah kot tudi za nadaljnje prevajanje Nove zaveze. Nov pomen besede doxa kot »slava« je viden v splošni uporabi skozi celotno Novo zavezo in v cerkvenih obredih grške ortodoksne cerkve, kjer beseda bolj izraža vedenje ali običaj, kot pa osebno mnenje. Semantični premik se odraža tudi v ruščini, kjer beseda слава (slava) pomeni slavo, uporablja pa se jo za pomen verovanja ali mnenja v besedah kot je православие (pravoslavie).

## Doxa, filozofski silogizem
Platon je skušal razlikovati med znanjem in doxo, zaradi česar je nastalo klasično razlikovanje med napako in resnico, ena glavnih tem Zahodne filozofije. Napaka ima na Zahodu zato negativen pomen, pojavi pa se lahko v različnih oblikah, med drugim kot iluzija. Kot takšna bi bila doxa lahko ironično definirana kot filozofski greh. V klasični retoriki izrazu nasprotuje episteme. Kakorkoli, Aristotel je raje uporabljal izraz endoxa (splošno sprejeta prepričanja modrih in starejših retorikov) za označevanje prepričanj mesta. Endoxa je bolj trdno prepričanje kot doxa, saj je prestalo debate in prerekanja v polisu. Izraz endoxa se pojavi v Aristotlovih delih Topike in Retorika.